# Pleurocoronis
Pleurocoronis, monotipski biljni rod iz porodice glavočika smješten u podtribus Alomiinae, dio tribusa Eupatorieae, potporodica Asteroideae. Jedina vrsta je M. tenuis iz Kalifornije i sjeverozapadnog Meksika (Baja California Norte, Baja California Sur, Sonora)

## Opis
Pleurocoronis je mali rod niskih rasprostranjenih grmova porijeklom iz jugozapadnog SAD-a i sjeverozapadnog Meksika. Karakterističan je po svom papusu od čekinja i ljuskica u kombinaciji s uskim vjenčićima i dugim sztilovim granama klavastog oblika. Jedno vrijeme Pleurocoronis je bio u grupi s vrstama Hofmeisteria na temelju donekle sličnog papusa, ali Hofmeisteria je prepoznatljiva po svojim lijevkastim vjenčićima, uskim vrhovima, kao i po visokom baznom broju kromosoma (x=18 ili 19). Osnovni broj kromosoma x=9 kod Pleurocoronisa dijeli se sa sestrinskim rodom Brickellia, iako su njih dvoje morfološki prilično različiti

## Vrste
1. Pleurocoronis gentryi (Wiggins) R.M.King & H.Rob.
2. Pleurocoronis laphamioides (Rose) R.M.King & H.Rob.
3. Pleurocoronis pluriseta (A.Gray) R.M.King & H.Rob.

## Sinonimi
Nema.